# José Teixeira Ribeiro
José Joaquim Teixeira Ribeiro (Póvoa de Lanhoso, 1 de Outubro de 1908 — Aveiro, 7 de Outubro de 1997) foi um professor catedrático da Faculdade de Direito da Universidade de Coimbra, especialista em Finanças Públicas e Direito Fiscal, político. Foi reitor da Universidade de Coimbra, vice-primeiro-ministro do V Governo Provisório (1975) e académico de número da Academia das Ciências de Lisboa.

## Biografia
Doutorou-se em Direito pela Universidade de Coimbra em 1934 e foi nomeado professor catedrático da Faculdade de Direito daquela Universidade em 1939, leccionando na área da Economia Política, Finanças e Direito Fiscal, e Direito do Trabalho.
No âmbito universitário exerceu diversos cargos, entre os quais o de secretário da Faculdade de Direito e o de reitor da Universidade de Coimbra. Foi director da Revista de Legislação e de Jurisprudência. 
Foi membro do Conselho de Estado e vice-primeiro-ministro do V Governo Provisório, presidido por Vasco Gonçalves.
No prefácio que faz à edição dos discursos do então referido primeiro-ministro considera que a democracia não é compatível com a liberdade política. A democracia formal não pode consentir movimentos antidemocráticos. Acrescenta: "Mas ainda menos compatível com a plena liberdade política é a democracia socialista, uma vez que não pode consentir nem em movimentos antidemocráticos, como a democracia formal, nem em movimentos anti-socialistas que ponham em risco a construção do socialismo. Salienta que o MFA teve uma corrente conservadora, favorável à democracia formal, e uma corrente progressista, adepta da democracia socialista".
Era a favor do Corporativismo.
Era académico de número da Academia das Ciências de Lisboa.

## Obras
- Lições de Direito Corporativo. I. Introdução, Coimbra, 1938-1939
- Princípios e Fins do Corporativismo Português, In Boletim da Faculdade de Direito da Universidade de Coimbra, Coimbra, 1939
- O Destino do Corporativismo Português, In Revista de Direito e Estudos Sociais, Coimbra, Vol. 1, 1945
- Lições de Finanças Públicas, Faculdade de Direito da Universidade de Coimbra, 1958 (edição policopiada); Coimbra Editora, 1977 (1ª edição), 1984 (2ª edição), 1989 (3ª edição), 1991 (4ª edição), 1994 (5ª edição), todas refundidas e actualizadas
- A Reforma Fiscal, Faculdade de Direito da Universidade de Coimbra, 1965
- A Contra-Reforma Fiscal, Separata Boletim de Ciências Económicas, vol. XI, Coimbra, 1968